# Historia del papado (1048-1257)

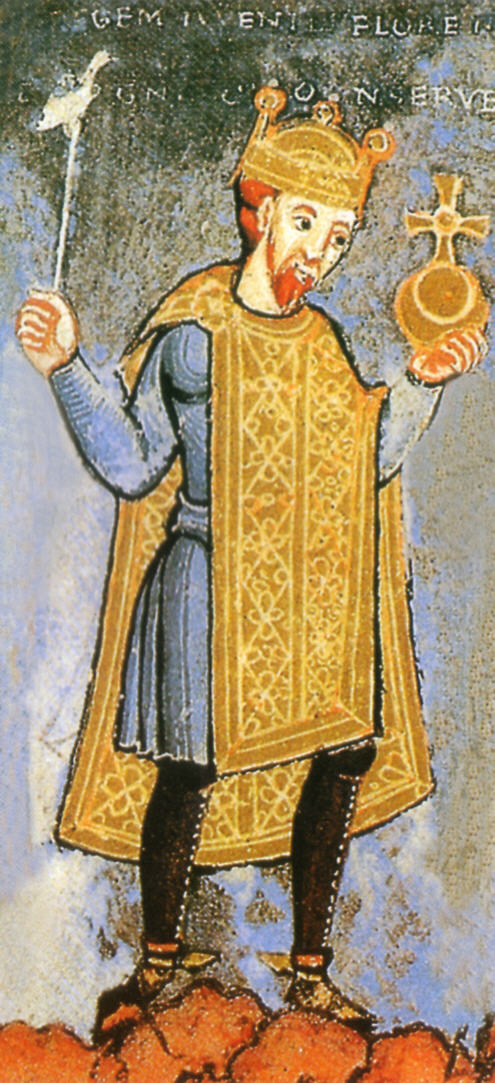
Enrique III, emperador del Sacro Imperio Romano Germánico, encontró tres papas rivales cuando visitó Roma en 1048 debido a las acciones sin precedentes del Papa Benedicto IX. Depuso a los tres e instaló a su propio candidato preferido: el papa Clemente II.

La historia del papado desde 1046 hasta 1216 estuvo marcada por el conflicto entre los papas y el Emperador del Sacro Imperio Romano Germánico, sobre todo por la Querella de las investiduras, una disputa sobre quién— papa o emperador— podía nombrar a los obispos dentro del Imperio. La humillación de Canossa en 1077 para reunirse con el Papa Gregorio VII (1073-85), aunque no es determinante en el contexto de la disputa más amplia, se ha convertido en una leyenda. Aunque el emperador renunció a cualquier derecho a la investidura laica en el Concordato de Worms (1122), la cuestión volvería a estallar.
La corona imperial de los emperadores de la dinastía carolingia se disputó entre sus herederos y los señores locales; ninguno salió victorioso hasta que Otón I del Sacro Imperio Romano Germánico invadió Italia. Italia se convirtió en un reino constituyente del Sacro Imperio Romano en el año 962, momento a partir del cual los emperadores fueron germánicos. A medida que los emperadores consolidaban su posición, las ciudades-estado del norte de Italia se dividían entre güelfos y gibelinos.
Las antiguas divisiones entre Oriente y Occidente también llegaron a su punto álgido en el Cisma de Oriente y las Cruzadas. En los primeros siete concilios ecuménicos habían participado tanto prelados occidentales como orientales, pero las crecientes diferencias doctrinales, teológicas, lingüísticas, políticas y geográficas acabaron por provocar denuncias y excomuniones mutuas. El discurso del Papa Urbano II (1088-99) en el Concilio de Clermont en 1095 se convirtió en el grito de guerra de la Primera Cruzada.
A diferencia de la milenio anterior, el proceso de selección papal se hizo algo fijo durante este periodo. El Papa Nicolás II promulgó In Nomine Domini en 1059, que limitaba el sufragio en las elecciones papales al Colegio de Cardenales. Las reglas y procedimientos de las elecciones papales evolucionaron durante este periodo, sentando las bases del moderno cónclave papal. El impulsor de estas reformas fue el cardenal Hildebrando, que más tarde se convertiría en Gregorio VII.

## Historia

### Querella de las investiduras
La Querella de las investiduras fue el más importante conflicto entre los poderes seculares y religiosos de la Europa medieval. Comenzó como una disputa en el siglo XI entre el Emperador del Sacro Imperio Romano Enrique IV, y el Papado Gregoriano sobre quién controlaría los nombramientos de los funcionarios eclesiásticos (investidura). La controversia, que socava el poder imperial establecido por los salios, acabaría provocando casi cincuenta años de guerra civil en Alemania, el triunfo de los grandes duques y abades, y la desintegración del imperio alemán, condición de la que no se recuperaría hasta la unificación de Alemania en el siglo XIX.
En 1046, Enrique III depuso a tres papas rivales. Durante los diez años siguientes, eligió personalmente a cuatro de los cinco siguientes pontífices. Pero tras la muerte de Enrique III, el Papa se apresuró a cambiar el sistema para evitar la participación de los laicos en la elección de futuros papas.
El siglo XI es a menudo llamado el siglo de los papas sajones: Papa Gregorio VI (1045-1046), Papa Clemente II (1046-1047), Papa Dámaso II (1048), Papa León IX (1049-1054), Papa Víctor II (1055-1057) y Papa Esteban IX (1057-1058).
Tres papas Benedicto IX, Silvestre III y Gregorio VI reclamaron ser el papa legítimo. [Enrique III, emperador del Sacro Imperio Romano Germánico, depuso a los tres y celebró un sínodo en el que declaró que ningún sacerdote romano era apto para el título de papa. Posteriormente nombró a Suidger de Bamberg quien, tras ser debidamente aclamado por el pueblo y el clero, tomó el nombre de Clemente II.
Días después, Clemente II coronó a Enrique como emperador. Durante los siguientes diez años, Enrique eligió personalmente a cuatro de los siguientes cinco pontífices. El ascenso de éstos al papado reflejó la fuerza y el poder del Emperador del Sacro Imperio Romano Germánico. Sin embargo, Enrique fue el último emperador en dominar el papado de esta manera, ya que, tras su muerte, el Papa se apresuró a cambiar el sistema para evitar tal participación secular en la elección de futuros papas.
La lucha entre el poder temporal de los emperadores y la influencia espiritual de los papas llegó a su punto álgido en los reinados de  Nicolás II (1059-1061) y Gregorio VII (1073-1085). Los papas lucharon por liberar el nombramiento de obispos, abades y otros prelados del poder de los señores y monarcas seculares en el que había caído. Esto evitaría que hombres veniales fueran nombrados para cargos eclesiásticos vitales porque beneficiaba a los gobernantes políticos. Enrique IV se vio finalmente impulsado por una revuelta entre los nobles alemanes a hacer las paces con el papa y apareció ante Gregorio en enero de 1077 en Canossa. Vestido como un penitente, se dice que el emperador permaneció descalzo en la nieve durante tres días y pidió perdón hasta que, en palabras de Gregorio: "Soltamos la cadena del anatema y por fin lo recibimos en el favor de la comunión y en el regazo de la Santa Madre Iglesia".

### Reforma electoral
.

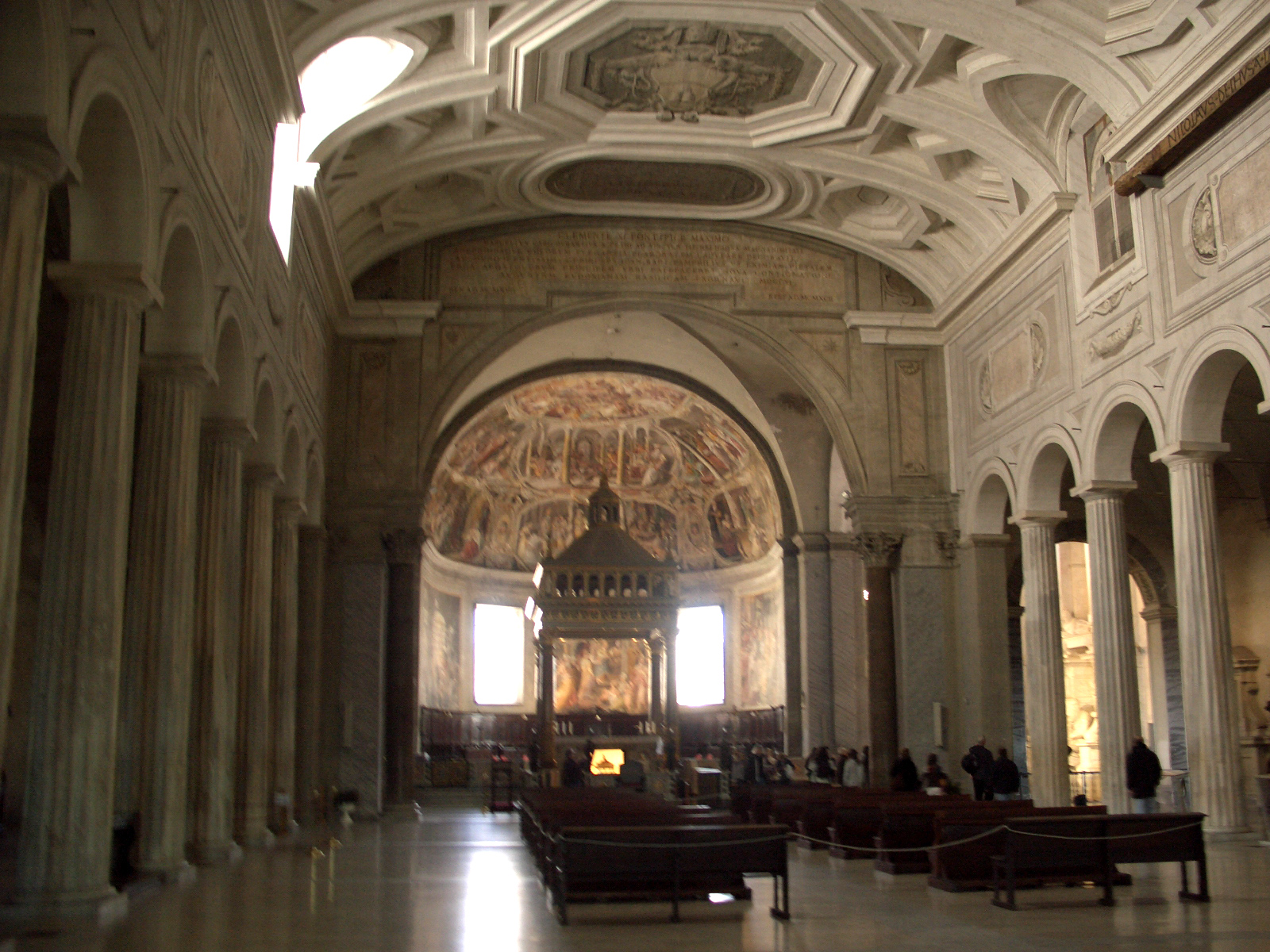
San Pietro in Vincoli, lugar de la elección papal, 1061, la primera que excluyó a los laicos

El papa Nicolás II, elegido en 1058, inició un proceso de reforma que puso de manifiesto la tensión subyacente entre el imperio y el papado. En 1059, en un sínodo en Roma, Nicolás condenó varios abusos dentro de la iglesia, y publicó In Nomine Domini. Estos incluían la simonía (la venta de puestos clericales), el matrimonio de clérigos y, de forma más controvertida, las prácticas corruptas en las elecciones papales. Nicolás restringió entonces la elección de un nuevo papa a un cónclave de cardenales, descartando así cualquier influencia directa de los poderes seculares. El objetivo principal de estas acciones era restringir la influencia del emperador del Sacro Imperio Romano Germánico en las elecciones papales. En 1061, los obispos reunidos de Alemania, la propia facción del emperador, declararon nulos todos los decretos de este papa.
En 1059, Nicolás II adoptó dos medidas que, si bien eran inusuales en esa época, más tarde se convertirían en habituales en el papado medieval. Concedió tierras, que ya estaban ocupadas, a destinatarios de su propia elección, comprometiendo a esos destinatarios en una relación feudal con el papado, o la Santa Sede, como señor feudal. Los beneficiarios de las concesiones de tierras de Nicolás fueron los normandos, a quienes se les concedieron derechos territoriales en el sur de Italia y Sicilia a cambio de obligaciones feudales con Roma.
Estas tensiones entre emperadores y pontífices continuarían en el siglo XII y finalmente dieron lugar a la "separación distintiva de la Iglesia y el Estado cuando el emperador firmó el Concordato de Worms (1122) renunciando a cualquier derecho a investir a los obispos con el anillo y el báculo simbólicos de la autoridad espiritual". La victoria papal fue efímera, y este intento de separación entre lo secular y lo eclesiástico no acabó con las aspiraciones de los emperadores de influir en el papado, ni con las de los papas de ejercer el poder político.
Durante el reinado del papa Gregorio VII, el título de "papa" quedó oficialmente restringido al obispo de Roma. Gregorio VII también fue responsable de ampliar enormemente el poder del papado en asuntos mundanos. Uno de los grandes papas reformistas, Gregorio es quizás más conocido por el papel que desempeñó en la Querella de las investiduras, que le enfrentó a Emperador Enrique IV, y el proceso de Reforma Gregoriana.

### Cisma de Oriente
El Cisma Oriente-Occidente fue el acontecimiento que dividió el cristianismo calcedoniano en el catolicismo occidental y la ortodoxia oriental. Aunque normalmente se data en 1054, el Cisma de Oriente-Occidente fue en realidad el resultado de un largo periodo de distanciamiento entre las dos Iglesias. Las causas principales del cisma fueron las disputas sobre la autoridad papal— el Papa afirmaba que tenía autoridad sobre los cuatro patriarcas de habla griega de Oriente, y sobre la inserción de la cláusula filioque en el Credo de Nicea por parte de la Iglesia Occidental. Los ortodoxos orientales afirman hoy que la primacía del Patriarca de Roma es sólo honorífica y que sólo tiene autoridad sobre su propia diócesis y no tiene autoridad para cambiar las decisiones de los Concilios ecuménicos. Hubo otros catalizadores menos importantes para el cisma, como las diferencias sobre las prácticas litúrgicas y las reclamaciones conflictivas de jurisdicción.
La Iglesia se dividió a lo largo de las líneas doctrinal, teológica, lingüística, política y geográfica, y la brecha fundamental nunca ha sido sanada. Se intentó reunir a las dos iglesias en 1274 (mediante el Segundo Concilio de Lyon) y en 1439 (mediante el Concilio de Basilea), pero en cada caso los concilios fueron repudiados por los ortodoxos en su conjunto, acusando a los jerarcas de haberse extralimitado en su autoridad al consentir estas llamadas "uniones". Otros intentos de reconciliar ambos organismos fracasaron.
El emperador bizantino Alejo I Comneno pidió al Papa Urbano II (1088-1099) ayuda contra los turcos a principios de la década de 1090. Urbano II consideró esta petición como una gran oportunidad. No sólo podía restablecer el control cristiano sobre Tierra Santa, sino que también proporcionaba un medio de pacificación interna que centraba la agresividad de la nobleza europea hacia los musulmanes en lugar de entre ellos. Además, acudir en ayuda de Bizancio suponía la posibilidad de una reunión entre las Iglesias oriental y occidental tras casi cuatro décadas de cisma, fortaleciendo así a la Iglesia occidental en general y al papado en particular.
El 27 de noviembre de 1095, Urbano II pronunció uno de los discursos más influyentes de la Edad Media en el Concilio de Clermont combinando las ideas de peregrinar a Tierra Santa con la de emprender una guerra santa contra los infieles. El Papa llamó a una "Guerra de la Cruz", o Cruzadas, para recuperar las tierras santas de los infieles. Francia, dijo el papa, ya estaba superpoblada y las Tierras Santas de Canaán rebosaban de leche y miel. El Papa Urbano II pidió a los franceses que volvieran sus espadas a favor del servicio de Dios, y la asamblea respondió "Dieu le veult!" – "¡Dios lo quiere!"